# Будагово (Иркутская область)
Будагово — село в Тулунском районе Иркутской области России. Административный центр Будаговского муниципального образования. Находится примерно в 29 км к западу от районного центра — города Тулун.

## Население
| 2002 | 2010  | 2011  | 2012  |
| ---- | ----- | ----- | ----- |
| 1347 | ↘1276 | ↘1272 | ↘1248 |

По данным Всероссийской переписи, в 2010 году в селе проживало 1276 человек (595 мужчин и 681 женщина).

## История
Село возникло при основанной в 1899 году одноимённой станции. Название получило в честь железнодорожного инженера, одного из основателей Новосибирска Григория Моисеевича Будагова (первоначальное название станции — Курзан, по соседней реке Курзанке и старинному селу Трактово-Курзан).
В районе сёл Будагово и Шеберта в августе 2015 году был заасфальтирован последний грунтовый участок (с 1437 по 1454 км) на федеральной автомобильной дороге Р255 «Сибирь». Этот участок был последним «гравийным разрывом» на всём протяжении автодороги от Москвы до Владивостока.